# Nate Jaqua

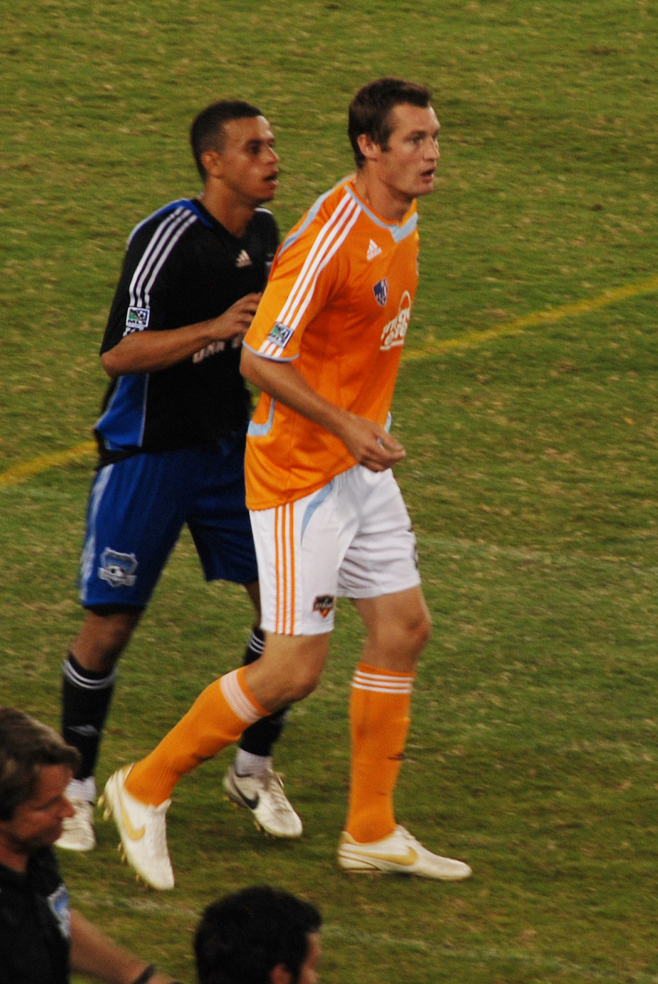
Nate Jaqua.

Nate Jaqua (n. Eugene, Oregón; 28 de octubre de 1981) es un futbolista estadounidense que actualmente juega para el Seattle Sounders de la Major League Soccer.

## Trayectoria
| Período   | Club                   |
| --------- | ---------------------- |
| 2000-2002 | University of Portland |

| 2003- | Chicago Fire | 80 (16) | 2007- | Houston Dynamo |

| Período     | Selección      | Partidos (goles) |
| ----------- | -------------- | ---------------- |
| 2006 - 2008 | Estados Unidos | 3 (0)            |

- Datos: Q1379327
- Multimedia: Nate Jaqua / Q1379327